# Eupholus schoenherri
Eupholus schoenherri es una especie de escarabajo del género Eupholus, familia Curculionidae. Fue descrita científicamente por Guérin-Méneville en 1838.
Habita en Indonesia y Papúa Nueva Guinea.